# Gaillet blanc
Galium album
Espèce
Classification phylogénétique
Le Gaillet blanc (Galium album) est une plante herbacée vivace de la famille des Rubiacées.

## Synonymie
Cette plante est parfois considérée comme une sous-espèce de Galium mollugo (le Caille-lait blanc) :
Galium mollugo L. subsp. erectum Syme.